# European Academy of Sciences
De European Academy of Sciences (EurASc) (Latijn: Academia Scientiarum Europaea; Nederlands: Europese Academie voor Wetenschap) is een Europese niet-gouvernementele wetenschappelijke academie gericht op het nastreven van excellentie in wetenschap en technologie. De academie met hoofdzetel in Brussel en secretariaat in Luik heeft 550 leden uit 47 landen. 
De European Academy of Sciences werd op 17 december 2003 opgericht. Lidmaatschap kan enkel op invitatie verkregen worden, en wordt verleend na een peer-review-selectieprocedure.
De European Academy of Sciences heeft negen afdelingen: 
- Chemistry
- Computational and Information Sciences
- Earth and Environmental Sciences
- Engineering
- Materials Science
- Mathematics
- Medicine and Life Sciences
- Physics
- Social Sciences

De European Academy of Sciences kent sinds 2009 eerst jaarlijks, sinds 2011 tweejaarlijks, een Leonardo da Vinci Award toe aan een persoon met een uitzonderlijke wetenschappelijke carrière.
- 2009: Rita Levi-Montalcini
- 2010: Jacques Friedel
- 2011: James D. Murray
- 2013: Michael Grätzel
- 2015: Jean Jouzel
- 2017: Vincenzo Balzani